# Schmutzwasserpumpe
Schmutzwasserpumpen sind in der Lage, auch grob verunreinigtes Wasser (aber auch andere fluide Medien) mit hohem Feststoffanteil wie Steinen, Geröll und Ähnlichem zu fördern. Sie arbeiten in der Regel nicht selbstansaugend, sondern sind als Tauchpumpe ausgelegt, bei denen ein Schaufelrad das Fluid fördert.
Dafür werden besondere Laufradformen wie Freistromrad, Einkanalrad, Mehrkanalrad, Diagonalrad, Schraubenrad wie auch Propellerrad verwendet. Kleinere Pumpen haben meistens ein Freistromrad, da dies am wenigsten störanfällig ist und einen großen freien Durchgang für die Feststoffe bietet. Pumpen mit Freistromrädern haben jedoch schlechte Wirkungsgrade und erreichen auch keine großen Förderhöhen; deshalb wählt man bei größeren Maschinen meistens andere Laufradformen.
Schmutzwasserpumpen sind auf die Fördermenge ausgelegt – typische Förderleistungen von 5.000 bis 15.000 Liter pro Stunde (etwa 3 bis 5 Liter je Sekunde) – und weniger auf den Druck, die Förderhöhe beträgt häufig nur einige Meter. Der Antrieb erfolgt in der Regel durch einen Elektromotor, je nach Anwendungsfall aber auch mittels eines Verbrennungsmotors erfolgen.
Eingesetzt wird dieser Pumpentyp etwa im Tiefbau zum Auspumpen von Baugruben, im Hochwasserschutz und in der Katastrophenhilfe, zur Bewässerung in Landwirtschaft und Gartenbau oder in der Landschaftsarchitektur zur Befüllung von künstlichen Wasseranlagen. Kleinere Modelle werden auch im Heimbereich verwendet, um das Wasser für den Rasensprenger nicht dem „teuren“ Trinkwasser zu entnehmen, sondern aus nahen Fließgewässern oder Teichen (hierbei sind aber wasserrechtliche Vorschriften zu beachten).